# Vama Veche, Constanța
Vama Veche (denumirea turcă: Yilanlîk, greacă Ofidaki) este un sat în comuna Limanu din județul Constanța, Dobrogea, România.

## Geografie
Vama Veche aparține administrativ de comuna Limanu. Localitatea este amplasată în Dobrogea, pe malul Mării Negre, la mai puțin de un kilometru de granița cu Bulgaria. La recensământul din 2002 avea o populație de 178 locuitori, din care 173 români și 5 găgăuzi.
Majoritatea turiștilor care frecventau Vama Veche înainte de modernizarea șoselei și de deschiderea frontierei, erau studenți, elevi, sau persoane care doreau să se rupă de agitația de la oraș. Ulterior, turismul a evoluat, frecventarea a crescut, mulți dintre vizitatori nu mai caută linște, ci distracție și petreceri ; strada principală este de altfel plină cu localuri și terase.

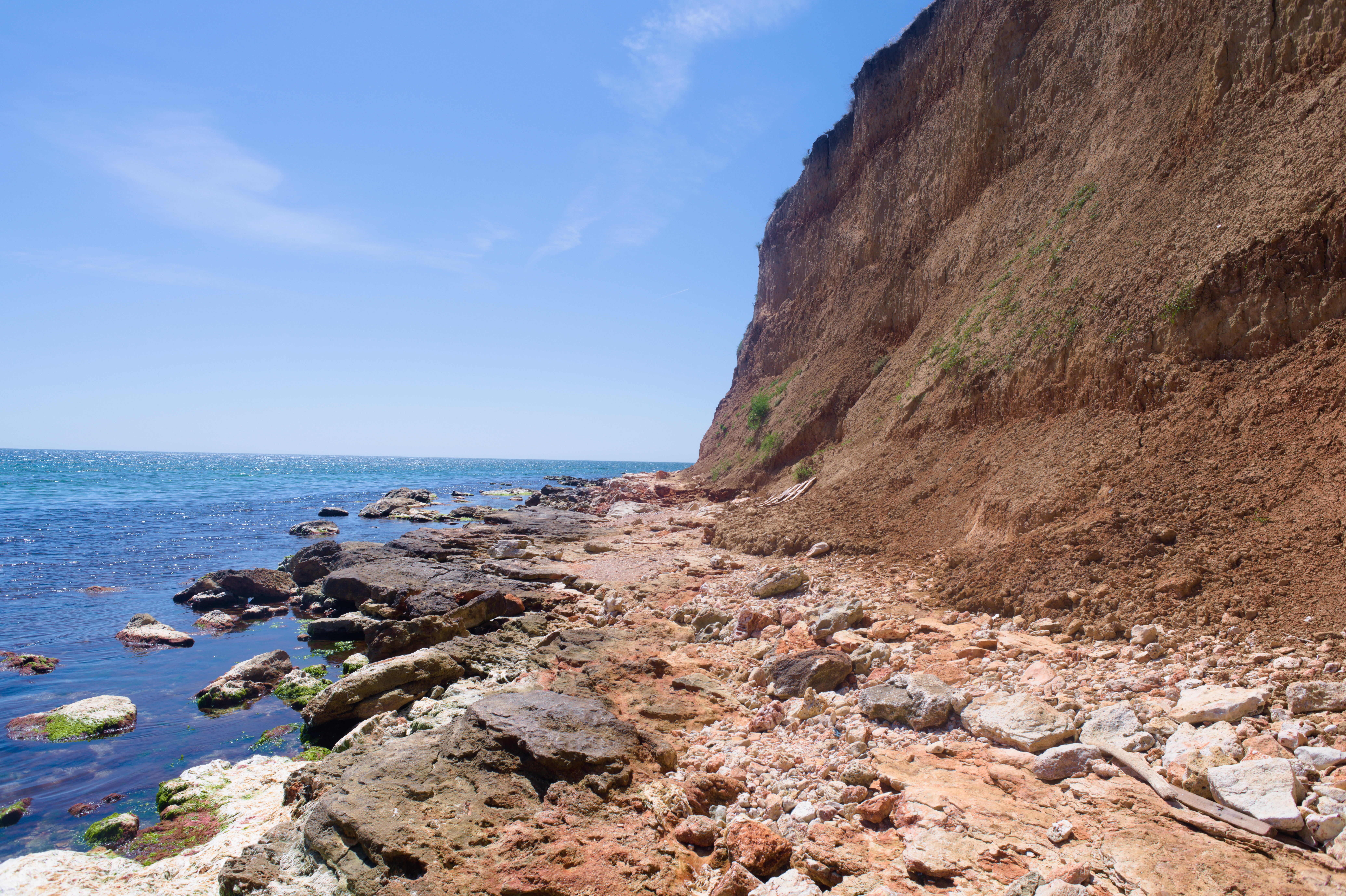
Țărmul Mării Negre între 2 Mai și Vama Veche, în aria protejată

Între localitățile Doi Mai și Vama Veche, litoralul este ocrotit în cadrul rezervației marine 2 Mai-Vama Veche, declarată în 1980, dar protejată activ doar de prin anii 2010.
Aproape de țărm se află epava unei foste nave grecesti Akra Aktion esuata in 1981 aceastǎ epavă fiind una din atracțiile localității. În decursul anilor această epavă a fost folosită ca țintă de către Marina Militară. În 2013 epava se afla într-o stare foarte avansată de degradare.

## Istorie

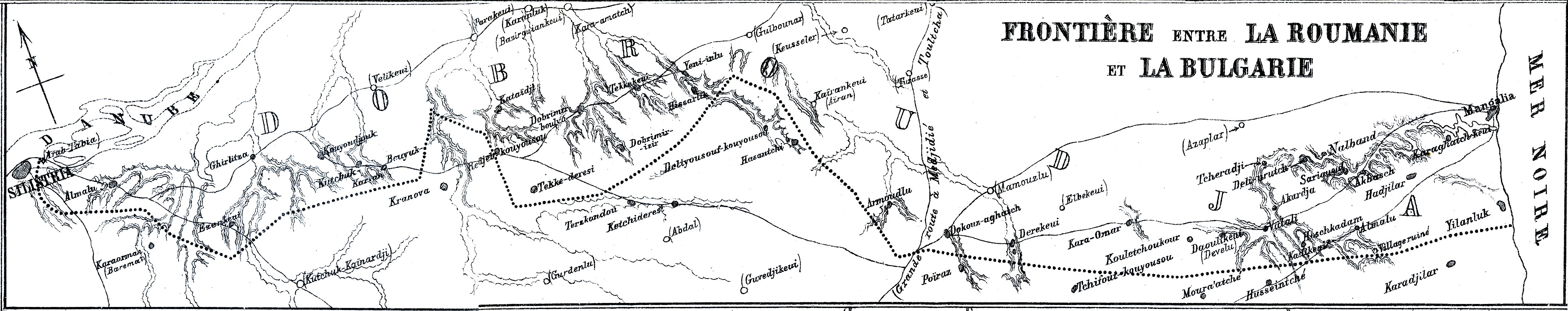
Frontiera româno-bulgară din 1878

Localitatea a fost întemeiată în anul 1811 de găgăuzi, în limba cărora se numește Yilanlîk : "șerpăria". În anul următor, ca urmare a schimbului de populații intervenit între Imperiul Rus și Imperiul Otoman în momentul anexării Basarabiei de către primul, Găgăuzii au fost strămutați în Bugeac, în locul lor venind Tătari basarabeni, care s-au alăturat pescarilor, grădinarilor și oierilor locali, Greci pontici, Ruși scopți răscolnici (care, și ei, fugiseră din imperiul Rus), Români dobrogeni sau mocani și Bulgari, care aveau bordeie și colibe în zonă. După alipirea Dobrogei în 1878, Regatul României a păstrat denumirea turcă până în 1913, localitatea purtând denumirea oficială de Ilanlâc. Odată cu anexarea Cadrilaterului (1913-1940), vama a fost mutată mai la sud, la Ecrina (turcește Ekrene, bulgărește Kranevo), iar Ilanlâc a fost redenumit Vama Veche, nume care i-a rămas și după restituirea Cadrilaterului către Bulgaria.
Fiind zonă de frontieră, al cărei acces era limitat, acest sat al comunei Limanu nu era frecventat de turiști în perioada dictaturii comuniste ; fenomenul "Vama Veche" (muzica bună, spiritul boem, o anumită savoare intelectuală) s-a născut în anii '70, când vară de vară, Universitatea Babeș-Bolyai din Cluj-Napoca a trimis aici cadre didactice universitare pentru recreere. Aceștia soseau în grupuri organizate, cu autocarele, și locuiau în casele localnicilor. La vremea aceea locuiau aproximativ 70 de familii în sat. Universitarii luau masa zilnic la cantina amenajata de universitate (astăzi o clădire părăsită) unde preparatele le erau pregătite de bucătari veniți și ei de la Cluj. Tot universitatea clujeana construise doua dusuri cu rezervoare foarte mari pentru apa, montate pe stalpi. Un dus era montat in curtea cantinei, celalalt era pe poteca ce ducea spre plaja si fosta cazemata. Seara se reuneau pe plajă, unde se făceau focuri de tabără, se purtau discuții și se cântau la chitară melodii românești, franțuzești, englezești. Grupurile se schimbau o dată la zece zile până la sosirea toamnei, când contabilii (aduși și ei de la Cluj), făceau plata localnicilor pentru șederea de peste vară.
Tot în Vama Veche s-au făcut filmări pentru diverse filme românesti, cum ar fi "Mihai Viteazul" sau "Zodia Fecioarei". 
Această deschidere adusă de intelectualii clujeni, precum și de actorii români, au creat în acea perioadă atmosfera intelectual-boemă a locului și au oferit localnicilor ocazia de a intra în contact cu evenimente și oameni de înaltă valoare, altfel, lucru greu de realizat într-un simplu sat de pescari de la capătul unei țări aflate în plin comunism.
De altfel, la o vizită făcută în vara anului 1988, Elena Ceaușescu, care se îndrepta cu o coloană oficială spre Bulgaria, a fost deranjată profund de aspectul satului pescăresc (un loc cu stuf și bălți, având puțini locuitori, în mare parte oameni săraci și simpli) și, deși văzuse totul doar din mașină, a dat dispoziție să fie desființat, iar casele demolate. Acțiunea a început în anul 1989, când câteva case mai înstărite, școala și  biserica au dispărut, urmând să fie ras tot satul de pe suprafața pământului. Localnicii, neavând niciun mijloc de apărare, au decis să rămână în casele lor în  timpul demolării, încercând astfel să și le salveze și să constrângă autoritățile să îi lase în pace. Au fost câțiva dintre ei care au făcut infarct în propriile case când buldozerul demolării a ajuns în apropierea lor. Din fericire însă, revoluția română din 1989 a reușit să  salveze satul de la pierzanie. Imediat după revoluție, câteva familii întreprinzătoare din  Ploiești și București au sosit aici și au ridicat primele mici afaceri locale,  restaurante sau locuri de luat masa, care astăzi s-au dezvoltat și transformat mult (ex. "La Bibi" sau "Stuf").
Primele restaurante din Vamă au fost BIBI Bistro, fondat de Sorin "Bibi" Rădulescu, și La Mitocanu, actualul Lyana. La BIBI au început să se țină concerte veritabile de jazz și blues la începutul anilor 2000, iar această mișcare a contribuit la renumele stațiunii pentru libertate de expresie și vocație artistică. 
Până spre sfârșitul anilor 1990 Vama Veche era cunoscută ca fiind un cătun de pescari cu o plajă puțin cunoscută de către turiști, fiind preferată îndeosebi de către nudiști. În ultimii 10 ani însă, și datorită muzicii promovate de formația Vama Veche, localitatea a cunoscut un aflux puternic de turiști, schimbându-și complet vechea înfățișare prin apariția de construcții și spații comerciale noi. Aici se desfășoară anual, începând din anul 2003, festivalul de muzică rock numit Stufstock. Această evoluție a adus multe critici din partea unor vechi cunoscători ai localității care deplâng dispariția vechiului farmec a acestui fost cătun pescăresc liniștit și boem. Acesta a fost unul dintre motivele pentru care a luat ființă mișcarea Salvați Vama Veche.

## Galerie de imagini

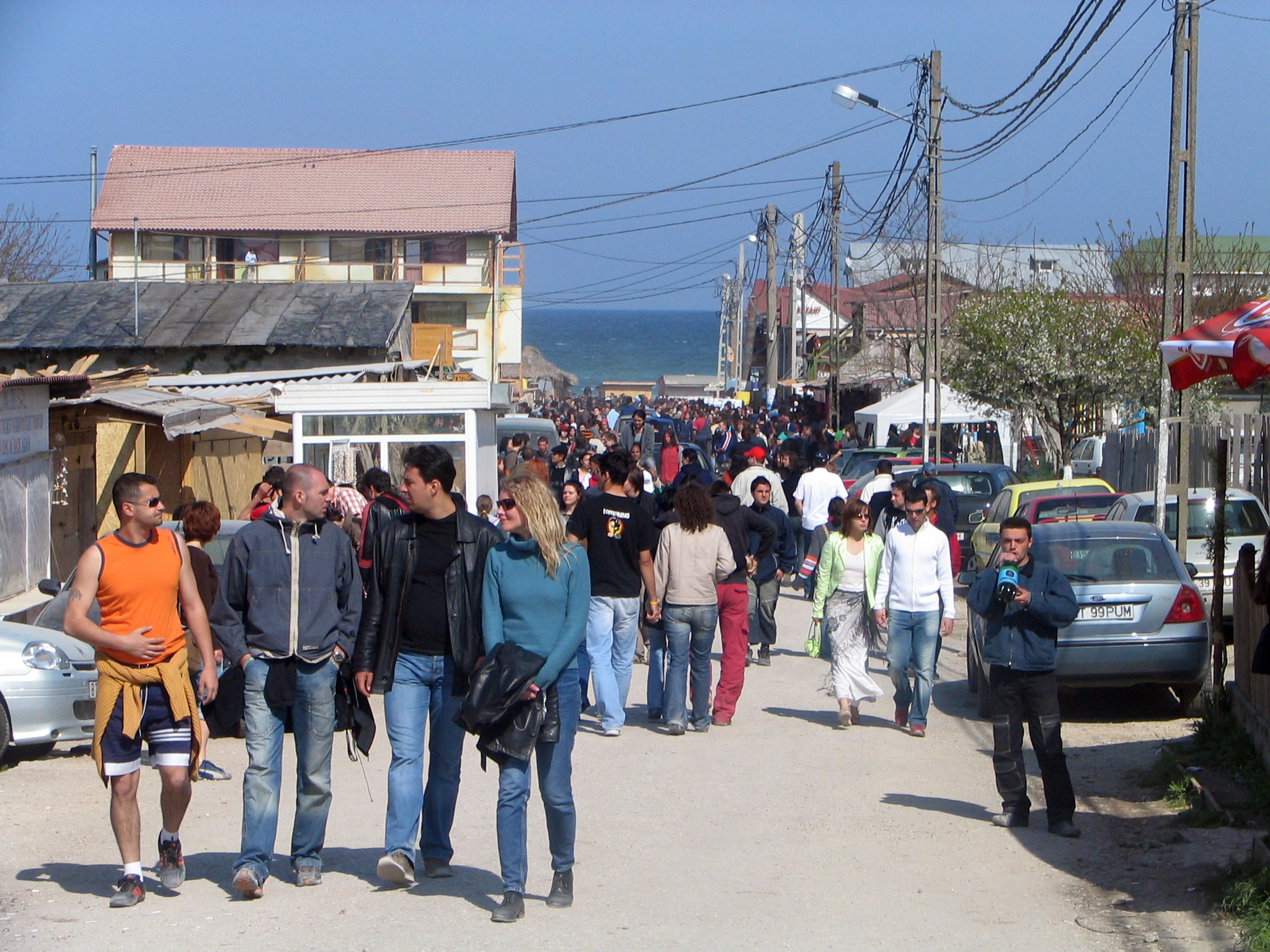
Vama Veche de 1 Mai
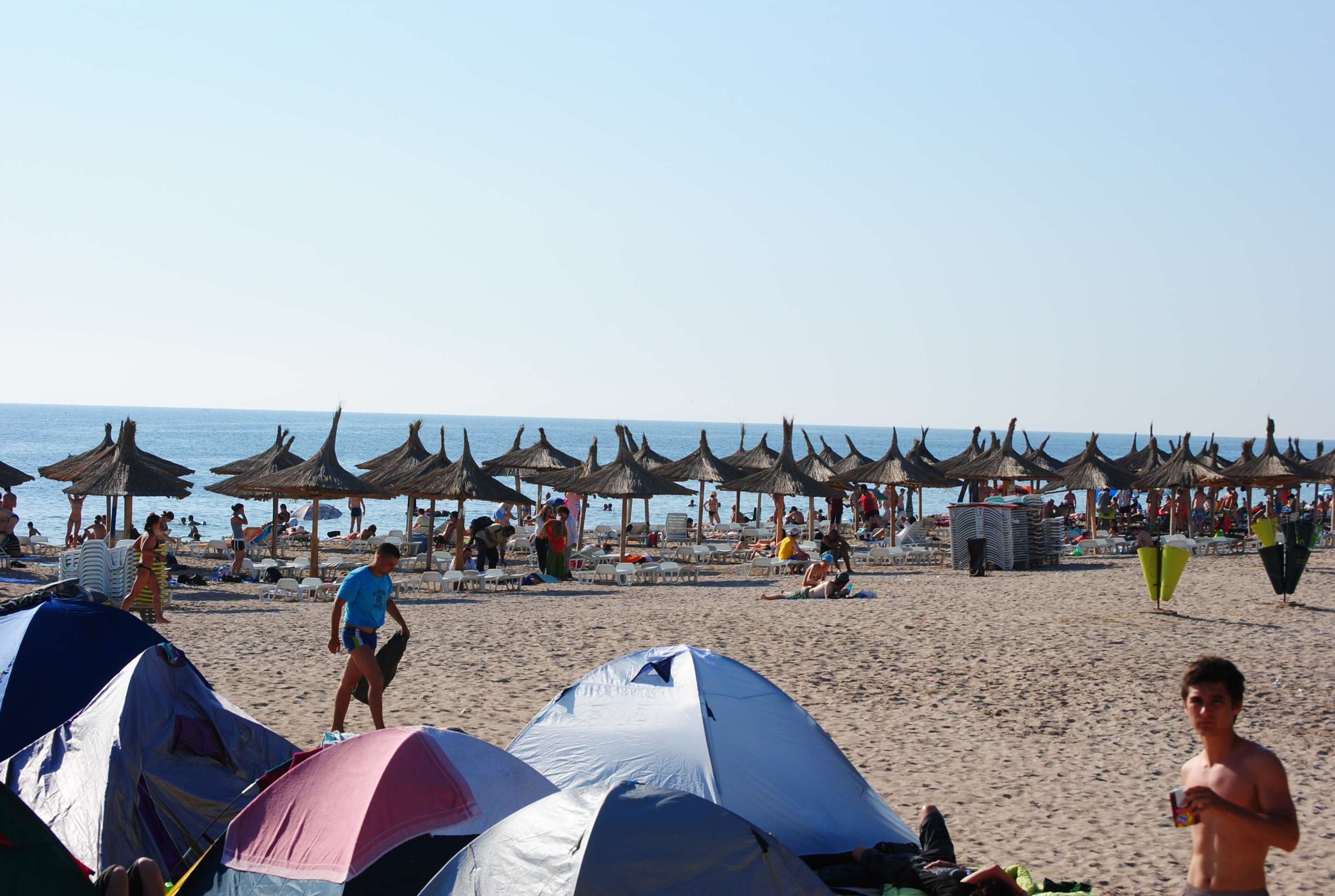
Plaja Vama Veche
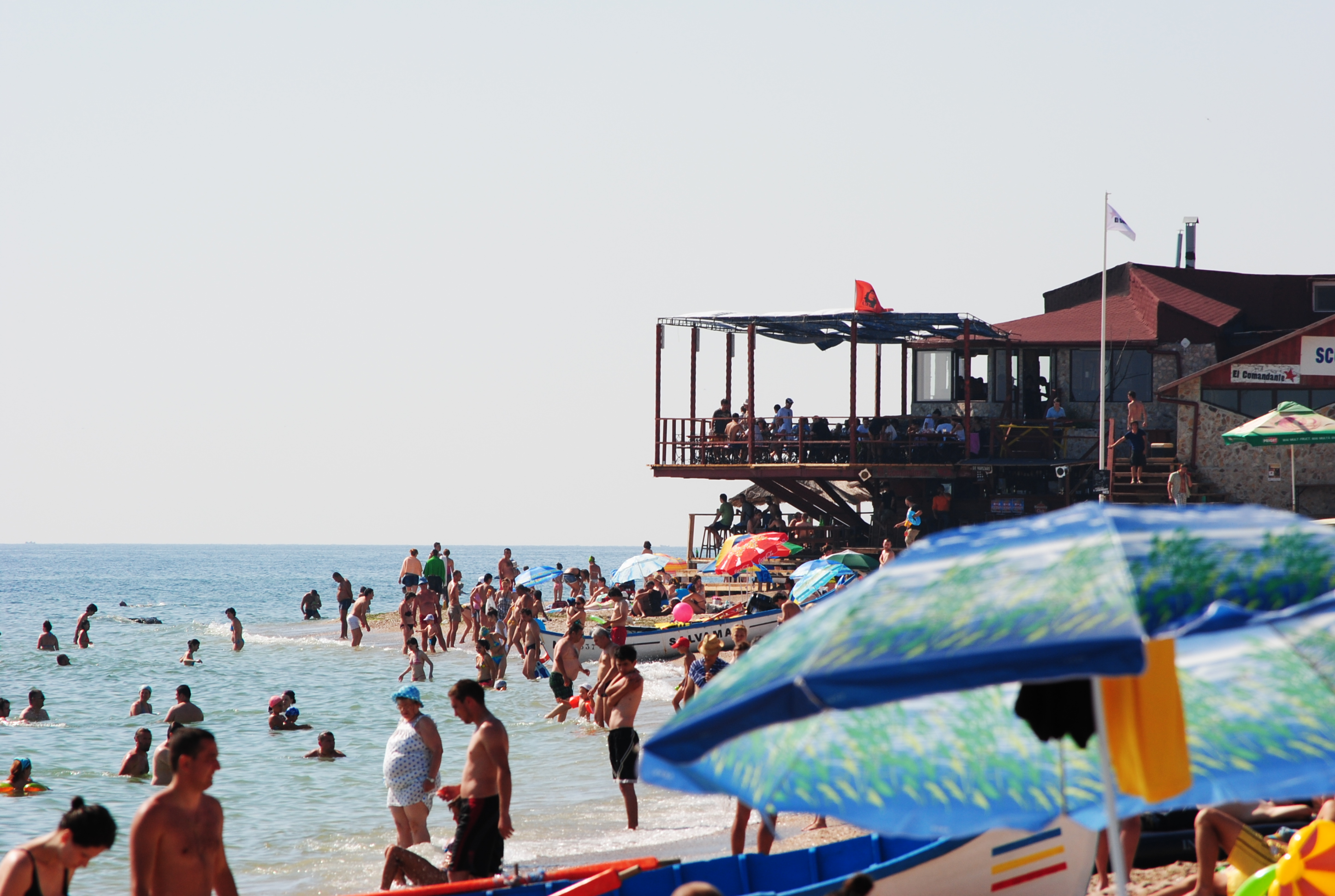
Vedere spre „Corsarul”
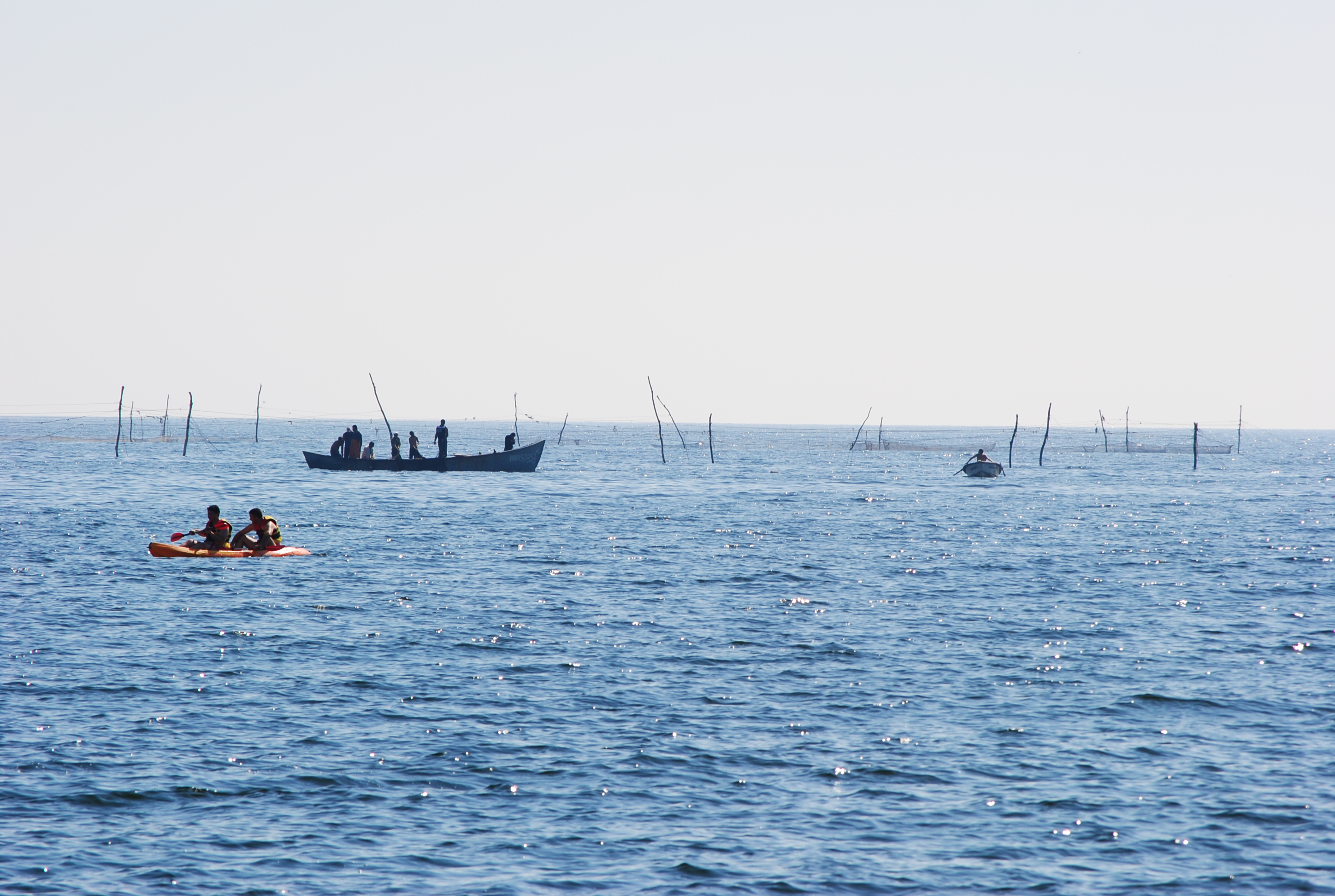
Pescari în largul Vamei Vechi
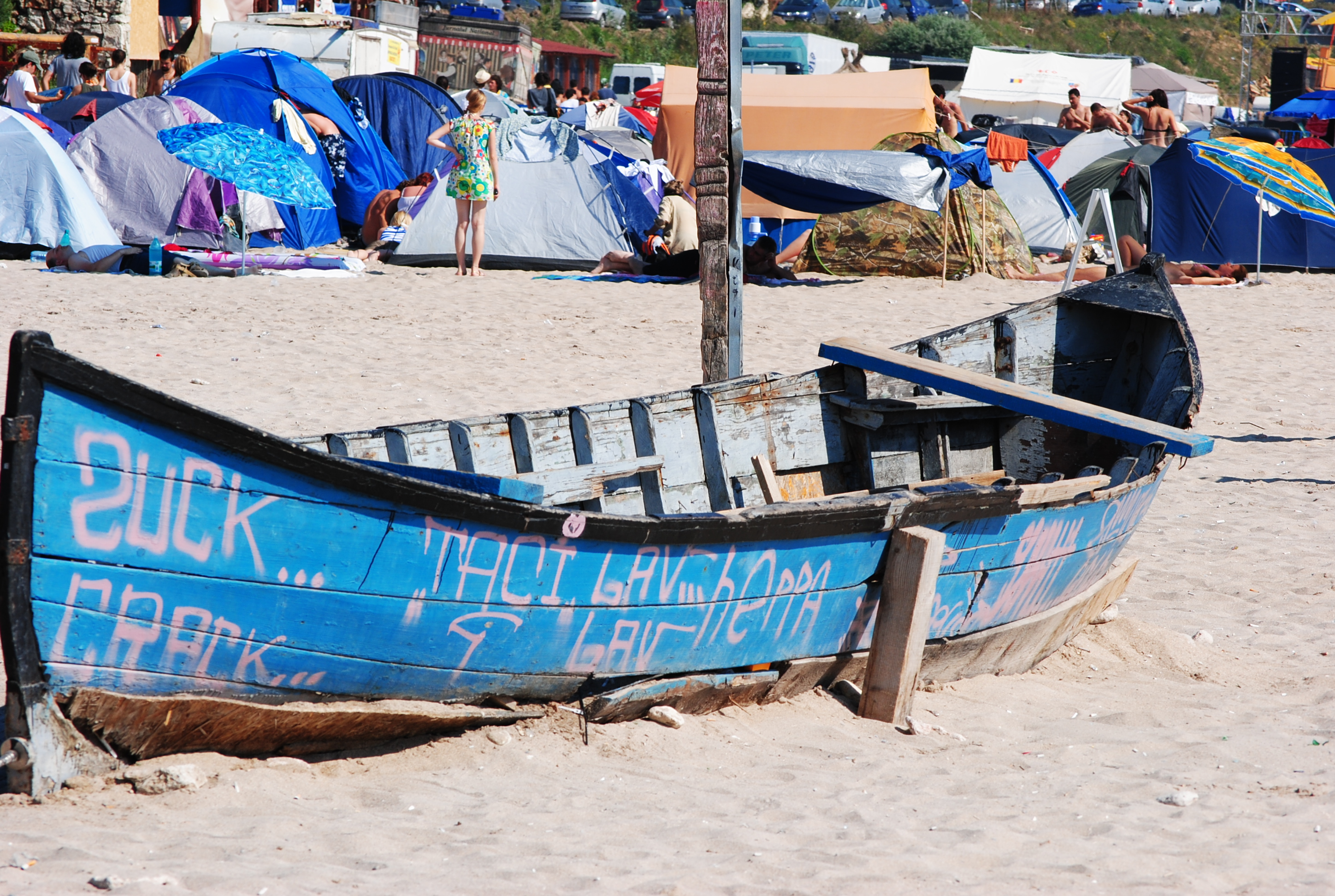
Lotcă
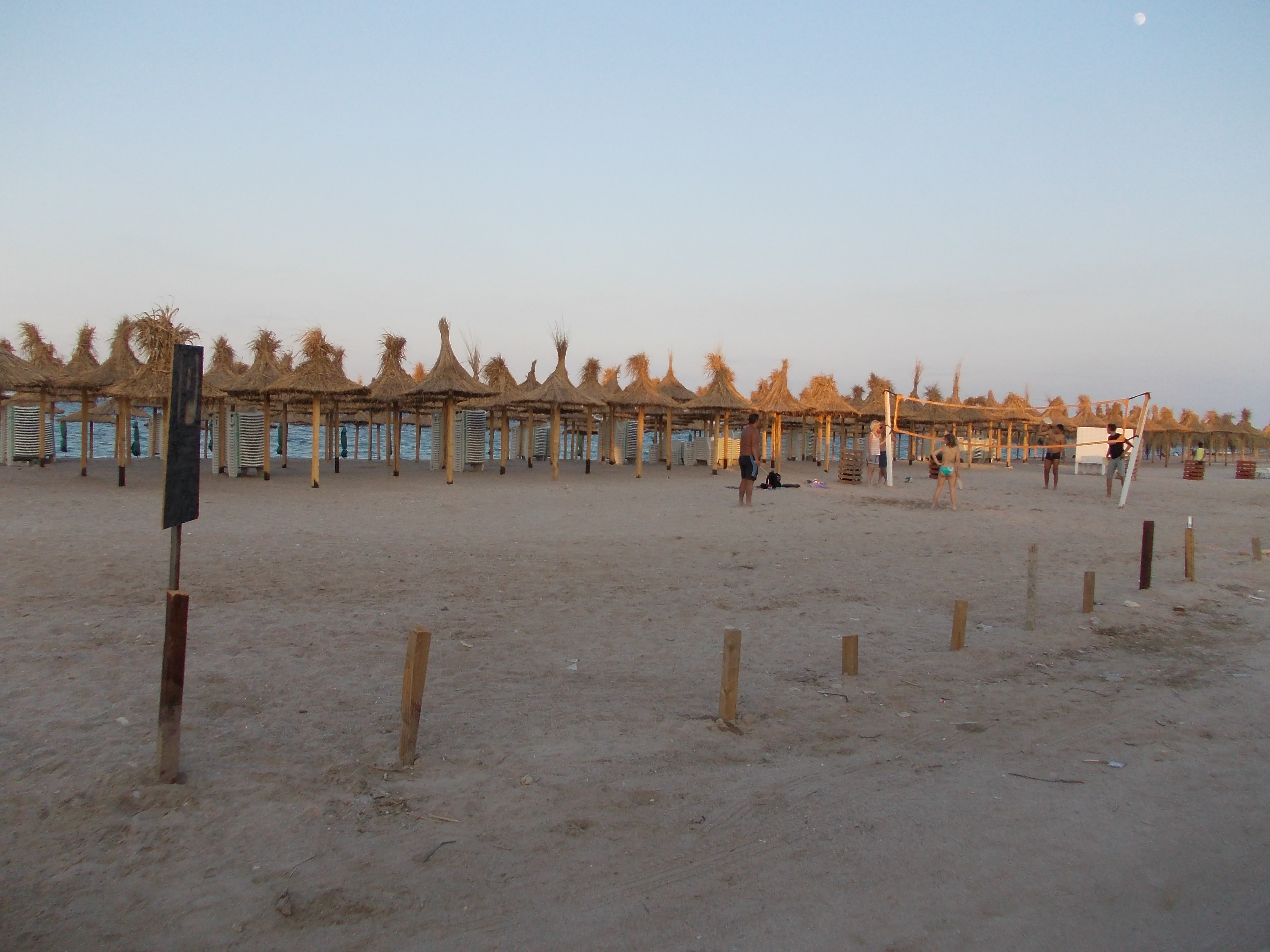
Plaja
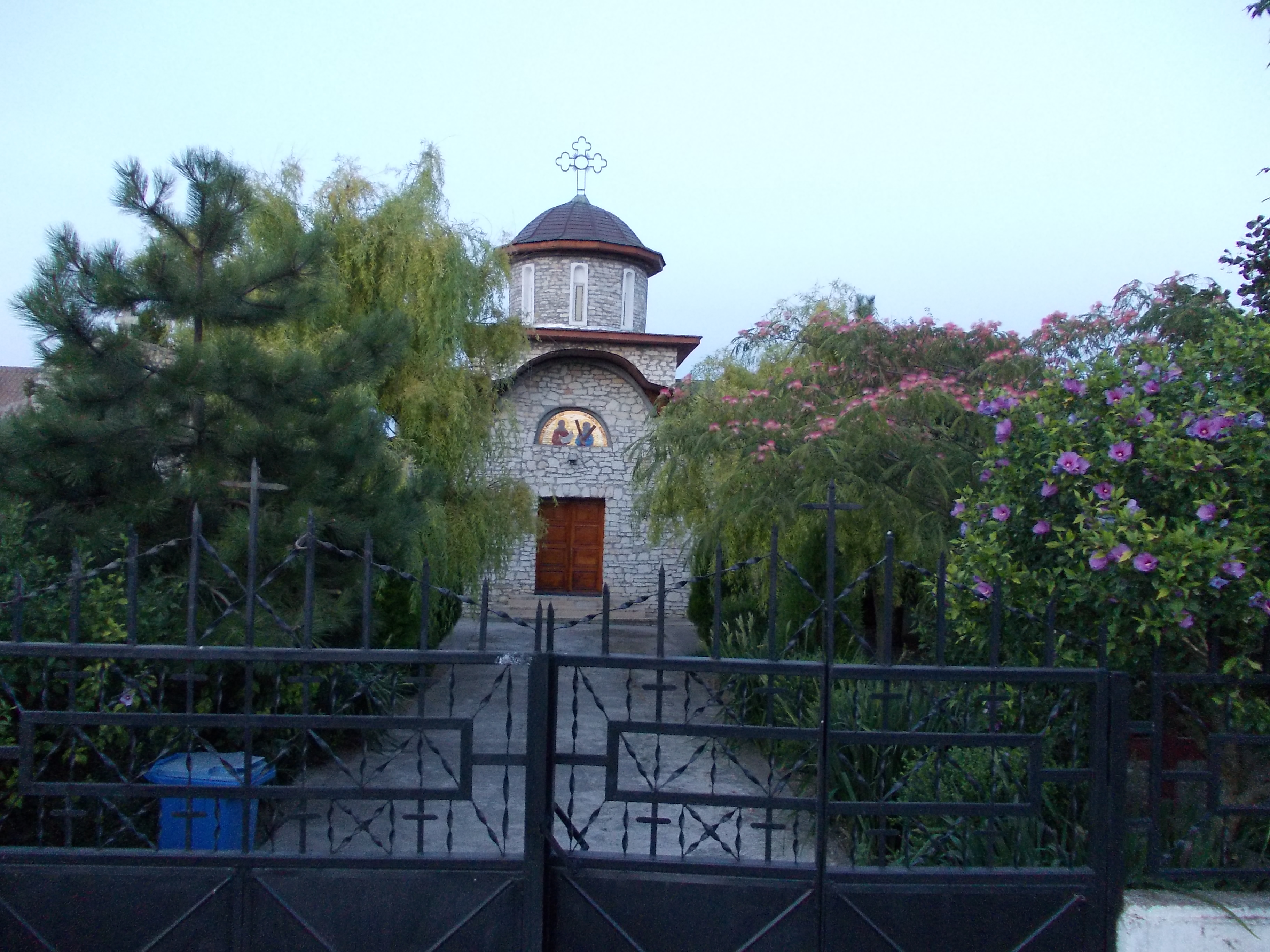
Biserica